# Петренко Павло Дмитрович
Павло́ Дми́трович Петре́нко (нар. 17 липня 1979, Чернівці, Українська РСР) — український політик та юрист. Народний депутат України 7-го скликання. Член Політради партії «Народний фронт». Міністр юстиції України з 27 лютого 2014 року по 29 серпня 2019 року.

## Життєпис
Після школи навчався на юридичному факультеті Чернівецького університету ім. Федьковича, який закінчив з відзнакою у 2001 році та здобув освіту за спеціальністю «Правознавство». Має освітньо-кваліфікаційний рівень магістра права.
У 2001 році переїхав до Києва, до 2010 року займався адвокатською практикою.
Трудову діяльність розпочав юрисконсультом приватних юридичних фірм, а з грудня 2001 року став головним юрисконсультом ВАТ «Державний ощадний банк України», де продовжив працювати до 2005 року на керівних посадах у департаменті правового забезпечення.
У 2004 році отримав диплом Української академії зовнішньої торгівлі при Міністерстві економіки України за спеціальністю «Менеджмент зовнішньоекономічної діяльності».
У 2014 році отримав науковий ступінь кандидата юридичних наук.
7 жовтня 2015 року був удостоєний почесного звання «Заслужений юрист України».

## Політична кар'єра
З 2009 року був членом громадської організації та надалі політичної партії «Фронт Змін», входив до бюро партії та керував юридичним департаментом.
У листопаді 2010 року обраний депутатом Київської обласної ради, член постійної комісії з питань законності, правопорядку та боротьби з корупцією.
На парламентських виборах у грудні 2012 р. займав посаду керівника юридичного департаменту Об'єднаної опозиції «Батьківщина». З 12 грудня 2012 р. — народний депутат України 7-го скликання від партії Всеукраїнське об'єднання «Батьківщина», № 52 в списку. Секретар Комітету Верховної Ради з питань верховенства права та правосуддя.
15 червня 2013, після об'єднання «Фронту Змін» і Всеукраїнського об'єднання «Батьківщина», був обраний одним із заступників лідера «Батьківщини». За час роботи в парламенті став автором та співавтором понад 60-ти законопроєктів, третина з яких були прийняті Верховною Радою. У березні 2014 року склав повноваження народного депутата України, перейшовши на роботу в уряд. З 10 вересня 2014 року — член Політради партії Народний фронт.
Кандидат у народні депутати від партії «Українська Стратегія Гройсмана» на парламентських виборах 2019 року, № 6 у списку.

## Період Євромайдану
Один з активних учасників Євромайдану 2013–2014 рр. Починаючи з 26 листопада 2013 року брав участь у звільненні перших активістів Євромайдану, затриманих та доставлених до міліцейських відділків.
2 грудня 2013 року виступив на стороні захисту у Шевченківському районному суді м. Києва у слуханнях 60 справ проти студентів, що були побиті «Беркутом» на Майдані в ніч проти 30 листопада. За результатами першого засідання судді побоялися прикривати явний злочин «Беркуту» та повернули міліції матеріали як незаконно оформлені.
2 грудня 2013 року став одним з засновників юридичного центру Штабу національного спротиву, який і очолив.
3 грудня 2013 року направив до Вищої кваліфікаційної комісії суддів та Вищої ради юстиції депутатське звернення з вимогою провести об'єктивне розслідування та притягнути суддю Окружного адмінсуду Києва Богдана Саніна, який намагався легалізувати злочинні дії «Беркуту», до дисциплінарної відповідальності та позбавити його статусу судді. Це звернення стало першим кроком у реформуванні та очищені судового корпусу України.
3 грудня 2013 року подав до Шевченківського районного суду м. Києва клопотання про взяття на поруки чотирьох мирних мітингувальників, які були жорстоко побиті після затримання.
5 грудня 2013 року юридична позиція Павла Петренка отримала перші перемоги, суди були змушені відправити до лікарень ряд жорстоко побитих активістів, яких на той час утримували у СІЗО. Завдяки тиску журналістів та правозахисників прокуратура була змушена дати вказівки щодо проведення судово-медичної експертизи побоїв, які отримали затримані активісти.
11-13 грудня 2013 року відбулися судові засідання по справах активістів Майдану, так званих в'язнів Банкової. 8 із 9 підзахисних Павла Петренка були звільнені.
19 грудня 2013 року Верховна Рада проголосувала за звільнення від кримінального переслідування учасників масових акцій протесту. За законопроєкт опозиції, внесений народними депутатами П. Петренком, В. Карпунцовим, О. Махніцьким, Ю. Мірошніченком та Н. Шуфричем проголосували 339 депутатів. 23 грудня 2013 року закон був підписаний президентом В.Януковичем.
9 січня 2014 року Павло Петренко повідомив про звернення української опозиції до Європейського суду з прав людини (ЄСПЛ) у зв'язку з незаконним затриманням активістів Євромайдану.
У січні — лютому 2014 року завдяки активним діям юридичної команди Павла Петренка десятки активістів Євромайдану, серед яких багато жорстоко побитих міліцією, були звільнені з-під варти зі зміною запобіжного заходу.

## Діяльність на посаді міністра юстиції
27 лютого 2014 року увійшов до складу Кабінету Міністрів України Арсенія Яценюка, очоливши Міністерство юстиції України. 28 лютого затверджений в. о. Президента України Олександром Турчиновим як постійний член Ради національної безпеки та оборони України (РНБО).
|  | «Коли мене призначили на посаду Міністра юстиції, у мене було лише 2 варіанти дій: пливти по течії або під корінь ламати систему. Я обрав другий варіант. Безумовно, було дуже багато людей, які противилися цьому, оскільки корупція в системі юстиції процвітала протягом багатьох років. Тому мені не залишалося нічого іншого, як прийняти вольове рішення та повністю перезавантажити всю систему». («100 днів в Міністерстві юстиції», блог Павла Петренка на сайті видання «Лівий берег») |

Очоливши міністерство, Павло Петренко проголосив розробку 4-х блоків реанімаційних реформ:
- Антикорупційні заходи та реформування системи Міністерства юстиції.
- Реформування Державної виконавчої служби та запровадження системи електронних біржових торгів конфіскованим майном.
- Реформування Державної реєстраційної служби та впровадження Єдиних центрів надання адміністративних послуг.
- Реформування Державної пенітенціарної служби.

4 березня 2014 року ініціював громадське обговорення законопроєкту «Про відновлення довіри до судової системи України». Законопроєкт, що був розроблений разом із громадськістю та юридичною спільнотою, визначив правові та організаційні засади проведення атестації та люстраційної перевірки суддів судів загальної юрисдикції. 8 квітня 2014 року Верховна Рада ухвалила цей документ, пом'якшивши деякі норми щодо люстрації суддів.
5 березня 2014 року Павло Петренко ухвалив рішення про відмову від застосування голографічних знаків на спеціальних бланках, що використовуються в системі юстиції. Цим кроком вже в перші дні роботи вдалося зекономити понад 163 мільйони бюджетних коштів, які мали потрапити до кишені приватних структур.
11 березня за ініціативи Павла Петренка створена спеціальна робоча група для проведення антикорупційної перевірки роботи Державної виконавчої служби та Державної реєстраційної служби. Всі напрацьовані матеріали за фактами корупційних діянь передаються до Генеральної прокуратури та Міністерства внутрішніх справ. За перші місяці роботи тільки у Державній виконавчій службі порушено 33 кримінальних провадження відносно службовців органів ДВС.
|  | «Буквально в перші тижні нашої роботи я запросив до Києва керівників органів юстиції в областях та запропонував їм на добровільних засадах скласти тест на рівні 4 курсу юрфаку. Результати цього «іспиту» виявилися невтішними. 40 осіб за результатами тестів та подальшої співбесіди надалі прийняли рішення звільнитися за власним бажанням» (блог Павла Петренка на «Українській правді») |

14 травня Павло Петренко ініціював проведення публічного відкритого конкурсу на посаду члена Вищої кваліфікаційної комісії суддів України від Міністерства юстиції. Вперше, призначення на цю посаду за квотою Мінюсту відбувалося публічно, а не за одноосібним рішенням Міністра юстиції.
 14 квітня 2016 року Верховна Рада України призначила новий склад Кабінету Міністрів України (уряд Гройсмана), у складі якого Павло Петренко перепризначений на посаду міністра юстиції України.

### Міжнародна діяльність
14 березня Європейський суд з прав людини прийняв до провадження заяву у справі Україна проти Росії і застосував по ній тимчасові заходи згідно п.39 регламенту ЄСПЛ та зобов'язав Росію утриматися від будь-яких силових та військових дій проти громадян України на їх території, з метою недопущення порушення конвенції. Вперше в історії ЄСПЛ прийняття до провадження та винесення рішення по справі відбулося день в день.
21-22 березня Венеційська комісія одноголосно визнала нелегітимним референдум у Криму, оскільки він порушує окрім Конституції України ще й базові міжнародні принципи щодо територіальної цілісності та суверенітету суб'єктів міжнародного права. Правова позиція України була представлена Павлом Петренком.
9 квітня Парламентська Асамблея Ради Європи визнала анексію Криму Російською Федерацією незаконною та закликала РФ вивести свої війська з АРК.
13 червня Європейський суд з прав людини зобов'язав Росію негайно повернути дітей-сиріт та їх вихователів, які були захоплені терористами Донецької народної республіки 12 червня 2014 в м. Сніжне Донецької області та незаконно переправлені до Російської Федерації. Рішення на позов Міністерства юстиції України було ухвалено день в день. Окрім того ЄСПЛ зобов'язав Російську Федерацію в термін до 17 червня надати пояснення про обставини, що супроводжували незаконний перетин російського кордону захоплених українських дітей-сиріт та їх вихователів. Даній справі у ЄСПЛ було надано статус пріоритетної.
Нині на розгляді у ЄСПЛ перебуває 5 справ проти Росії:
1. Порушення прав людини в Криму (лютий-вересень 2014 року).
2. Порушення прав людини на Донбасі (лютий-вересень 2014 року).
3. Порушення прав людини в Криму (осінь 2014 — літо 2015 року).
4. Порушення прав людини на Донбасі (осінь 2014 — літо 2015 року).
5. Викрадення дітей-сиріт та дітей-інвалідів.

16 січня 2017 року Україна подала позов до Міжнародного суду ООН для притягнення Російської Федерації до відповідальності за фактами численних порушень своїх зобов'язань в рамках:
1. Міжнародної конвенції про боротьбу з фінансуванням тероризму 1999 року.
2. Міжнародної конвенції про ліквідацію всіх форм расової дискримінації 1965 року.

### Крим
28 квітня 2014 року набув чинності Закон України «Про забезпечення прав і свобод громадян та правовий режим на тимчасово окупованій території України», підготовлений Міністерством юстиції. Основними його тезами є наступні:
- Україна визнає тимчасово окуповані території невід'ємною частиною нашої держави і на цих територіях діють Конституція та закони України;
- будь-які об'єкти державної власності, які знаходяться на території Криму, є власністю України і повна матеріальна відповідальність за збитки, спричинені державним компаніям, міністерствам та відомствам, покладається саме на російську сторону.

На початку 2016 року Міністерство юстиції ініціювало розробку та прийняття Верховною Радою законопроєкту, який дав можливість жителям тимчасово окупованих територій протягом кількох діб через суд отримати легальні українські документи про народження дитини чи свідоцтво про смерть у будь-якому органі РАЦС на підконтрольних українській владі територіях.

### Заборона антиукраїнських партій
30 квітня Окружний адміністративний суд Києва задовольнив позов Мін'юсту та виніс рішення про заборону діяльності в Україні партії «Русское единство».
13 травня Окружний адміністративний суд Києва задовольнив позов Мін'юсту та ліквідував політичну партію «Руський блок».
8 липня Міністерство юстиції України звернулося до Окружного адміністративного суду з проханням про заборону діяльності Комуністичної партії України.
|  | «На підставах великої кількості доказової бази щодо протизаконної діяльності з боку КПУ я ухвалив рішення, підписав і направив його до Окружного адміністративного суду про ліквідацію Компартії. Позов обумовлений порушеннями Компартією чинного законодавства в частині антиконституційної діяльності, підтримки бойовиків і сепаратистів на сході України, підтримки представниками Компартії військової агресії і захоплення Криму Росією, закликів до порушення територіальної цілісності й конституційної влади України. Йдеться також про фінансування і забезпечення, зокрема зброєю, терористичних організацій на сході України, підтримку псевдореферендумів про незалежність самопроголошених Донецької і Луганської «народних республік», активну участь у військових діях проти українських збройних сил. Процес буде максимально відкритим і прозорим, щоб суспільство могло побачити злочини КПУ» (З коментаря Павла Петренка радіо «Свобода») |

### Нотаріат
14 травня 2014 Міністр юстиції Павло Петренко зупинив процес проведення іспитів для приватних нотаріусів та анонсував запровадження незалежної електронної анонімної системи іспитів для отримання нотаріального свідоцтва.
За його словами, мета даної новації полягає у знищені корупції при складанні відповідних іспитів. «За даними громадських організацій, для того, щоб отримати свідоцтво нотаріуса, необхідно дати хабара, який обчислюється насправді фантастичними сумами — від 20 до 100 тисяч доларів. Прийшов час поставити жирну крапку на цій корупційній схемі», — зазначив міністр.

### Державна виконавча служба
У квітні 2014 року Міністр юстиції Павло Петренко ініціював створення електронної системи реалізації арештованого майна.
1 травня в Державній виконавчій службі України починає роботу пілотний проєкт з реалізації конфіскованого майна за допомогою електронних он-лайн торгів. Проєкт запущено в чотирьох регіонах країни: у Києві, Дніпропетровській, Вінницькій та Львівській областях.
За місяць приймається рішення про розширення географії проєкту до 10 регіонів за рахунок Запорізької, Івано-Франківської, Київської, Одеської, Харківської та Чернігівської областей. А ще за місяць — по всій території України, окрім тимчасово окупованих східних областей та АР Крим.
Перші торги відбулися 1 липня. Реалізуються 30 із 64 заявлених лотів. Сума реалізації становить 1 197 154 грн., що на 17,6 % перевищує первісну вартість. Найбільше зростання стартової ціни становить понад 1500 %.
Відповідно до звіту за 2016 рік сума реалізованих активів через СЕТАМ становить 2,6 млрд грн. Кількість лотів, реалізованих із приростом ціни — 57 %. Приріст ціни лотів (проданих за ціною, вищою за початкову) — 24 %.
Надходження до бюджету від діяльності ДП «СЕТАМ» у 2016 році — 299,5 млн грн.
2 червня 2016 року Верховна Рада прийняла закони «Про органи та осіб, які здійснюють примусове виконання судових рішень і рішень інших органів» та «Про виконавче провадження».
Ці документи дали старт комплексній реформі примусового виконання рішень судів та інших органів, яка була розроблена Радою з судової реформі при Президентові України та Міністерством юстиції. Документи спрямовані на підвищення ефективності діяльності органів та осіб, які здійснюють примусове виконання.
Головною новацією прийнятих законів та основою концепції реформування, яка закладена ними, є запровадження інституту приватних виконавців.
26 грудня 2016 року на сайті Міністерства юстиції було оголошено про початок набору на навчання приватних виконавців.
27 лютого 2017 року почалося навчання першої групи слухачів.

### Державна реєстраційна служба
У березні 2014 року Міністр Петренко ініціює створення Єдиних центрів надання адміністративних послуг в Україні. До консультацій долучаються фахівці з Грузії на чолі з Георгієм Вашадзе, екс-заступником Міністра юстиції Грузії, депутатом грузинського парламенту, одним з авторів проєкту Будинків Юстиції у Грузії.
Вже у травні в Україні працює понад 50 центрів, в яких можна отримати 52 послуги, якими до цього опікувалися різні державні служби.
28 травня вперше запроваджується принцип екстериторіальності у сфері надання адміністративних послуг. Відповідно до Наказу № 845/5 «Про заходи щодо державної реалізації прав на землі сільськогосподарського призначення» реєстраційні дії відносно сільгоспземель можуть здійснюватися не тільки за місцем розташування земельної ділянки, а й в інших органах державної реєстрації в межах відповідної області.
|  | «Суспільство дуже добре реагує на необхідність запровадження позитивних змін. Якщо ми не можемо одночасно змінити всю систему, то можемо робити певні кроки: зменшити кількість документів, створити сервіс, який не потребує стояння в черзі. Нам потрібен якісний сервіс, він передбачає комфортні умови для споживача. Часи змінилися. І відтепер держава повинна обслуговувати громадян, а не громадяни — державу» (з інтерв'ю Павла Петренка виданню «Главком») |

У березні 2014 року Міністр Петренко ініціює створення Єдиних центрів надання адміністративних послуг в Україні. До консультацій 26 листопада 2015 р. Верховна Рада України ухвалила Закон "Про внесення змін до Закону України «Про державну реєстрацію юридичних осіб та фізичних осіб — підприємців та деяких інших законодавчих актів України щодо децентралізації повноважень з державної реєстрації юридичних осіб, фізичних осіб — підприємців та громадських формувань», а також Закон Про державну реєстрацію речових прав на нерухоме майно та їх обтяжень.
Ці документи дали можливість розпочати процеси децентралізації та демонополізації адміністративних послуг Міністерства юстиції у сфері реєстрації бізнесу та нерухомості. Міністерство юстиції відмовилося від надання вищезазначених сервісів та передало їх місцевим органам влади, акредитованим суб'єктам та нотаріусам. Даний процес остаточно було завершено 30 квітня 2016 року.
Прийняті зміни також ввели інструмент адміністративного оскарження рішень державних реєстраторів. З 1 січня 2016 року при Міністерстві юстиції розпочала роботу Комісія з розгляду скарг на дії державних реєстраторів. За рік комісією було розглянуто понад 1000 скарг на спроби рейдерського заховлення, половина з яких була задоволена.
На базі отриманих скарг було розроблено Проект Закону «Про внесення змін до деяких законодавчих актів України щодо вдосконалення державної реєстрації прав на нерухоме майно та захисту прав власності» (№ 5067), який Був підтриманий Парламентом 5 вересня 2016 року.
Документ дав можливість ліквідувати законодавчі шпарини, якими користувалися рейдери впродовж усіх років незалежності, та увів покарання для всіх учасників рейдерського захоплення до 10 років зі спец конфіскацією майна.
18 січня 2017 р. Уряд підтримав розроблений Міністерством юстиції спільно з депутатами та представниками громадськості законопроєкт, який забезпечить передачу всіх без виключення адміністративних послуг Міністерства юстиції у сфері РАЦС місцевим громадам.

### Державна пенітенціарна служба
8 квітня Верховна Рада України прийняла Закон України «Про внесення змін до Кримінально-виконавчого кодексу України щодо адаптації правового статусу засудженого до європейських стандартів». 
Відповідно до закону відбулися революційні зміни щодо отримання ув'язненими доступу до мобільного зв'язку та Інтернету. Також документ гарантував ув'язненим допуск до лікаря, заборонену розміщення засуджених, які вперше потрапили до в'язниці, разом з тими, хто має дві чи більше судимостей. Окрім того було заборонено перебування хворих на туберкульоз з іншими особами.
19 квітня набув чинності закон про амністію у 2014 році. Закон передбачає амністію засуджених, які вчинили нетяжкі злочини, незв'язані з насильством. В основному — економічні злочини. Особи, засуджені за такими статтями, будуть звільнені за рішенням судів протягом 2 місяців з моменту вступу закону в дію.
У рамках амністії на волю вийшло близько 26 тис. чоловік.
23 квітня за поданням Павла Петренка уряд одностайно ухвалив рішення створити при Міністерстві юстиції Спеціальну комісію, яка проводитиме моніторинг умов перебування ув'язнених у СІЗО та установах виконання покарань та дотримання у цих закладах прав людини. Комісії надані якнайширші повноваження з доступу до затриманих та ув'язнених у будь-яких тюрмах та слідчих ізоляторах України.
До складу комісії вперше за історію Мін'юсту ввійшли правозахисники.
5 лютого 2015 року Верховною Радою України прийнято Закон України «Про пробацію», який введено у дію 28 серпня 2015 року.
18 травня 2016 року Кабінет Міністрів України ухвалив рішення про ліквідацію Державної пенітенціарної служби України й передачу її повноважень Міністерству юстиції, чим дав старт пенітенціарній реформі.
Суть реформи:
- Ліквідація Державної пенітенціарної служби.
- Створення 3 нових департаментів у Мін'юсті: пробації, ресурсного забезпечення діяльності ДКВС України, організаційного забезпечення діяльності служб ДКВС України.
- Створення 6 міжрегіональних управлінь, замість 25 у кожному регіоні.
- Скорочення управлінського апарату та оновлення персоналу через відкриті конкурси.
- Демілітаризація з 77 % до 28 %.
- Анонімний моніторинг захисту прав людини.
- Запуск повноцінної системи пробації.
- Проведення всіх тендерів через систему ProZorro.
- Реформа 100 підприємств при установах виконання покарань.
- Державно-приватне партнерство при будівництві нових закладів.

У лютому 2017 року на сайті Міністерства юстиції було оприлюднено оголошення про початок збору проєктних пропозиції щодо будівництва нових слідчих ізоляторів у Києві та Львові за кошти інвесторів в рамках програми державно-приватного партнерства.

### Відкриття реєстрів нерухомості
Павло Петренко виступає за відкриття публічного доступу до реєстрів нерухомого майна українських громадян.
15 червня міністр юстиції закликав депутатів Верховної ради прийняти відповідний закон, що передбачає публічність державних реєстрів, у тому числі — реєстру речових прав на нерухоме майно. На переконання Петренка, цей законопроєкт дозволить виявляти потенційних корупціонерів, а також усунути афери з нерухомістю.
14 липня 2015 р. парламент ухвалив Проєкт Закону «Про внесення змін до деяких законів України щодо посилення прозорості у сфері відносин власності з метою запобігання корупції», яким забезпечено відкриття реєстрів, які містять інформацію про майно українців.
Окрім того, Міністерство юстиції надало відкритий доступ до інформації, крім тієї відкриття якої заборонене чинним законодавством, всіх реєстрів, оператором яких є Мін'юст.

### Адвокатура
Міністерство юстиції України під керівництвом Павла Петренка розробило зміни до Закону України «Про адвокатуру та адвокатську діяльність» згідно з якими планується остаточне встановлення монополії на надання правової допомоги та правових послуг. На думку Петренка у проєкті Закону відсутні положення, які містять ознаки дискримінації. Громадська антидискримінаційна експертиза не проводилась. Також не проводилась громадська антикорупційна експертиза. Громадське обговорення проєкту здійснювалось винятково з адвокатами. Джерело пояснювальна записка
Пояснювальна записка до проекту Закону про внесення змін до Закону України «Про адвокатуру і адвокатську діяльність»
Проєкт Закону про внесення змін до Закону України «Про адвокатуру і адвокатську діяльність» оприлюднений Міністерством юстиції України 3 червня 2014 року.

### Система безоплатної правової допомоги
1 липня 2015 р. по всій Україні було відкрито 100 центрів надання безоплатної правової допомоги у кримінальних, адміністративних та цивільних справах. Вперше право на безкоштовного державного адвоката отримали не лише громадяни, звинувачені в кримінальних правопорушеннях, а й усі інші соціально незахищені верстви населення: малозабезпечені особи, діти-сироти та діти, позбавлені батьківського піклування, біженці, ветерани війни, члени сімей загиблих учасників бойових дій, реабілітовані особи та особи, стосовно яких суд розглядає питання про обмеження цивільної дієздатності чи надання психіатричної допомоги в примусовому порядку.
1 вересня 2016 року систему надання безоплатної правової допомоги було розширено завдяки відкриттю 421 бюро правової допомоги в усіх районних центрах та містах обласного значення.
21 грудня 2016 р. було прийнято Закон «Про вищу раду правосуддя», який забезпечив правом на отримання безоплатної правової допомоги всіх тимчасово переміщених осіб та розширив можливості отримання БПД учасниками бойових дій, передовсім воїнами АТО.
Нині в Україні діє 549 центрів та бюро правової допомоги, до яких лише за 2016 рік звернулися 350 тис. українців. У 34 тисячах випадків українцям було надано адвоката для представництва у суді. У інших випадках громадяни потребували лише консультації та допомоги у складанні тих чи інших документів.

## Ставлення до судової влади
Міністр юстиції України Павло Петренко вважає, що найбільша складова корупції присутня в судовій системі. На його думку, «будь-яка особа, яка потрапляє до судової інстанції, розуміє, що отримати справедливе рішення по своїй справі майже неможливо». Міністр вважає, що судді упереджено розглядають справи про корупційні правопорушення, оскільки вони «розуміють: якщо зробить прецедент, це може стосуватися і його». П. Петренко також переконаний, що реформу судової системи не вдається провести, оскільки в парламенті існує потужне «суддівське лобі».
Павло Петренко виступає за повне перезавантаження суддівського корпусу в Україні, тобто звільнення всіх суддів і набір нових. Глава Вищої ради юстиції Ігор Бенедисюк називає такі ідеї популістськими.
Коментуючи висновок Венеційської комісії щодо Закону про люстрацію, міністр зазначив, що ВК, нібито, не проти повного оновлення судової системи України: «Нам підтвердили право звільняти чиновників не „поштучно“, а за колективним критерієм — тільки за ознакою роботи на вищих посадах у держслужбі за часів Януковича». Проте, згодом було оприлюднене інтерв'ю голови ВК Джанні Букіккіо, в якому він роз'яснює висновок, наголошуючи на обов'язковості принципу індивідуальної відповідальності суддів. Це підтвердило неправильність тлумачення Петренка.
Міністр юстиції П. Петренко, як правило, різко реагує на небажані йому рішення в окремих судових справах, які він досить вільно коментує. Суддів, які виносять такі рішення, міністр погрожує притягти до дисциплінарної відповідальності. Так було, зокрема, у справі про заборону КПУ, у справі про поновлення на посаді люстрованого харківського прокурора, у справі про відновлення соціальних виплат на захоплених територіях Донбасу.
Генеральна прокуратура допитала П. Петренка як свідка у кримінальному провадженні за фактом протиправного втручання в діяльність Конституційного Суду України.
Після озвученої міністром пропозиції не обрати безстроково понад 800 суддів, щодо яких є позитивні рекомендації ВККС, Асоціація розвитку суддівського самоврядування України закликала звільнити Петренка «через низький рівень професійних знань, неетичну поведінку, політичну упередженість, посягання на незалежність суду».
2 червня 2016 року Верховна Рада прийняла у 2-му читанні зміни до Конституції та імплементаційний закон, які дали старт судовій реформі в Україні з  урахуванням принципових позицій висловлених Павлом Петренком щодо створення трирівневої судової системи та добором суддів у нові суди виключно через прозорі конкурси.

## Негативні оцінки діяльності
У Верховній Раді зареєстрований проєкт постанови про звільнення П. Д. Петренка з посади Міністра юстиції. Автор проєкту в пояснювальній записці вказує на суттєві недоліки Закону «Про очищення влади», що активно просувається міністром; його «некомпетентність або недбалість» у ситуації з висновком Венеціанської комісії.
Громадська рада при Мін'юсті висловила недовіру Павлу Петренку у зв'язку з його небажанням комунікувати з Громрадою та незадовільним виконанням обов'язків.
Громадські активісти, юристи, оглядачі, а також окремі чиновники звинувачують Петренка у покриванні корупції та концентрації корупційних потоків, імітації реформ, широкому непотизмі, непрофесіоналізмі, популізмі, відсутності позитивних законодавчих напрацювань.
Один з «грузинських реформаторів», Джамбул Ебаноїдзе, був змушений звільнитися з Міністерства юстиції через незгоду з саботажем реальних реформ керівництвом цього відомства.
Павлу Петренку довелося виправдовуватися, коли його помітили в ресторані з мультимільйонером Олегом Бахматюком, який мав на той час проблеми з арештами майна.
Асоціація розвитку суддівського самоврядування України випустила заяву з засудженням «низького рівня професійних знань, неетичної поведінки, політичної упередженості, посягання на незалежність суду» зі сторони міністра.
Нацагентство з питань запобігання корупції винесло П. Петренку припис про порушення вимог закону щодо етичної поведінки, конфлікту інтересів та інших порушень.
Журналістське розслідування антикорупційної програми «Наші гроші з Денисом Бігусом» виявило, що міністр юстиції Павло Петренко підписав наказ, який допомагає нівелювати основний доказ НАБУ у «справі Мартиненка». Таким доказом є висновки експертів. На підставі наказу Мінюст отримав право ініціювати рецензування експертиз, і передав їх на рецензію експертам, імовірно пов'язаним з Мартиненком — однопартійцем Петренка. Рецензії виявилися негативними.

### Збагачення племінниці
У червні 2018 року було повідомлено про елітну нерухомість племінниці міністра — вона придбала 2 елітні квартири на Печерську і автомобіль віп-класу Lexus NX200. Вона на час роботи дядька міністром була студенткою, тому не могла сама заробити і придбати таке майно. У той же час в неї немає більше родичів, що могли б дати стільки коштів.
У той же час міністр повідомляв у своїй декларації, що не має житла і володіє лише 11-річним Volkswagen Golf.

## Сім'я
Неодружений. Є мати, сестра і племінниця Божена Клічук, також племінниця чернівецького бізнесмена, і мера Чернівців  Романа Клічука.

### Декларація
- Е-декларація